# Namundra
Namundra là một chi nhện trong họ Gnaphosidae.